# Cun (langue)
Pour les articles homonymes, voir Cun.
Le cun (ou ngao fon, autonyme tʃhən35 fɔːn35) est une langue parlée au sud de la rivière Changhua, au nord du canton de Dongfang et au nord du canton de Changjiang, sur l'île de Hainan en Chine. Les locuteurs se nomme ŋaːu35 fɔːn35.

## Classification interne
La langue forme avec le hlaï le groupe des langues hlaï, un des trois ensembles de la famille des langues tai-kadai.

## Phonologie
Les tableaux présentent les phonèmes vocaliques et consonantiques du cun :

### Voyelles
|         | Antérieure | Centrale | Postérieure |
| ------- | ---------- | -------- | ----------- |
| Fermée  | i [i]      |          | ɯ [ɯ] u [u] |
| Moyenne | e [e]      | (ə) [ə]  | o [o]       |
| Ouverte | a [a]      |          | ɔ [ɔ]       |

### Diphtongues et rimes
Le cun a de nombreuses diphtongues. Avec [a] : [ia], [ua]. Avec [ə] : [uə], [iə]. Avec [i] : [ai], [aːi], [ɛi], [ei], [ɔi], [oi], [ui]. Avec [u] : [au], [aːu], [iau], [eu], [iu], [iːu], [ɔu], [ou], [əu].

### Consonnes
|               |               | Bilabiales | Alvéolaires | Alvéolaires | Alv.-pal.  | Vélaires | Glottales |
| ------------- | ------------- | ---------- | ----------- | ----------- | ---------- | -------- | --------- |
| Centrales     | Latérales     | Bilabiales |             |             | Alv.-pal.  | Vélaires | Glottales |
| Occlusives    | Sourde        |            | t [t]       |             |            | k [k]    | ʔ [ʔ]     |
| Occlusives    | Aspirée       | ph [pʰ]    | th [tʰ]     |             |            | kh [kʰ]  |           |
| Occlusives    | Sonore        | ʔb [ʔb]    | ʔd [ʔd]     |             |            |          |           |
| Fricatives    | sourdes       | f [f]      |             |             | ʃ [ ʃ ]    |          | h [h]     |
| Fricatives    | Sonore        | v [v]      |             |             | ʒ [ ʒ]     |          |           |
| Affriquées    | Sourdes       |            |             |             | tʃ [ t͡ʃ ]  |          |           |
| Affriquées    | Prénasal.     |            |             |             | tʃh [ t͡ʃʰ] |          |           |
| Liquides      | Liquides      |            |             | l [l]       |            |          |           |
| Nasales       | Sonores       | m [m]      | n [n]       |             | ɲ [ɲ]      | ŋ [ŋ]    |           |
| Nasales       | Labialisées   |            |             |             |            | ŋʷ [ŋʷ]  |           |
| Semi-voyelles | Semi-voyelles |            |             |             | j [j]      |          |           |

### Une langue tonale
Le cun est une langue tonale qui possède dix tons. Cinq des tons n'apparaissent que dans des syllabes se terminant par une consonne, [t], [k], [p].
| Ton | Valeur | Exemple | Traduction      |
| --- | ------ | ------- | --------------- |
| 1   | 35     | ʔeŋ55   | champ           |
| 2   | 44     | lai44   | oreille         |
| 3   | 42     | nam42   | eau             |
| 4   | 21     | ʔɔu21   | gratter, racler |
| 5   | 13     | loŋ13   | chemin, route   |
| 6   | 55     | kaːŋ55  | parler          |
| 7   | 33     | tʃhut33 | tissu           |
| 8   | 42     | khat42  | chien           |
| 9   | 21     | ʔɛp21   | grenouille      |
| 10  | 13     | het13   | piquant         |

## Sources
- (en) Anthony Diller, 2008, Introduction, dans The Tai-Kadai Languages (éditeurs, Anthony Van Nostrand Diller, Jerold A. Edmondson, Yongxian Luo), pp. 3-7, Londres, Routledge.
- (en) Peter Norquest, 2007, A phonological reconstruction of Proto-Hlai, These, University of Arizona, Department of Anthropology.
- (zh) Ni Dabai, 1990, 侗台语概论 - Dòngtáiyǔ gàilùn - An Introduction to Kam-Tai Languages, Pékin, Zhōngyāng mínzú xuéyuàn chūbǎnshè  (ISBN 7-81001-199-5)